# 趙南星
趙南星（1550年—1628年1月23日），字夢白，號儕鶴，別號清都散客，直隸高邑縣（今河北）人，明朝東林黨政治人物、文學家，萬曆甲戌進士。天啟間，官至吏部尚書，因不受魏忠賢拉攏，遣戍代州。崇禎時平反，追諡忠毅。

## 生平
趙南星少時聰慧，九歲時便被人稱為神童。隆慶四年（1570年）庚午科順天府鄉試第七十一名。萬曆二年（1574年）甲戌科三甲一百七十七名進士，任河南汝寧府（今汝南縣）推官，治行廉平。後歷任戶部主事、吏部考功、稽勋、文選員外郎。為人嫉惡如仇，因直言上疏，陳述時政四大害，觸犯時忌，乞歸鄉里。後來起用為吏部郎中，與時任吏部尚書孫鑨一起主持癸巳京察，趙南星在無視了權貴們的關說請託後，他秉公罷黜了大量貪官污吏，但不久遭誣陷，被斥為民。後來居於家鄉的趙南星名聲日益高漲，與顧憲成、鄒元標并稱「東林三君」，朝野請求起用趙南星的上書數以百計，但都沒有被採納。
明光宗時，起為太常少卿、左都御史，慨然以整齊天下為任，大力打擊不法官吏。天启三年（1623年），改任吏部尚書，期間公正無私，拒絕了權貴的求官請託，另一方面又起用有清廉正直名聲、廣被百姓讚譽的正人於朝列庶位。史稱當時朝廷「眾正盈朝」、「群賢滿朝」、「中外忻忻望治」，熹宗也曾稱讚趙南星「老成清正」、「深切銓政」。宦官魏忠贤曾雅重他，在熹宗面前称赞他是能臣，但他不接受其拉拢，反而正色警戒魏忠賢說「主上沖齡，我輩內外臣子宜各努力為善。」，终于得罪魏忠賢。大學士魏廣微是萬曆名臣魏允貞之子，趙南星向與魏允貞相熟，但因魏廣微後來諂附魏忠賢，因而嘆息說「見存(魏允貞的字號)無兒。」，又責怪魏廣微曾議論東林前輩李三才，因而使得魏廣微也深恨趙南星。
後來在廷推山西巡撫時，趙南星知道謝應祥為人清廉，於是為謝應祥美言「沉靜有為，能稱其職」，力薦起用其為山西巡撫，但被大學士魏廣微從中作梗，并被御使陳九疇彈劾趙南星在廷推力挺謝應祥，是為了報答謝應祥曾經提拔魏大中，使得熹宗對「朋謀結黨」而震怒，趙南星也因而被逼乞休請辭。御使張訥也因為其兄張樸沒有得到山西巡撫官職，而誣蔑趙南星有壞政十罪，使趙南星被削籍。
閹黨後來詆毀趙南星貪贓一萬五千兩，趙南星素清貧，即使出售家產也不足贖其十分之一，幸好親朋故友的捐助湊齊後，才倖幸獲釋，但後來趙南星仍被謫戍代州，其子趙清衡戍庄浪，外孫王鍾龐戍永昌，老妻馮氏、侧室李氏，並哀慟而卒。一个七岁的孫子被驚嚇而死。四年後于天啓七年十二月十七日病卒，享年七十八岁。葬于臨城縣之東渎村。
崇禎初，追贈為太子太保，追谥为忠毅。世以趙南星、鄒元標、顧憲成稱“東林三君”。

## 著作
著作有《芳茹園樂府》、《趙忠毅公集》、《味檗齋文集》、《史韻》、《學庸正說》等。
趙南星能寫散曲，又深知明朝官場黑暗，《慰張鞏昌罷官》、《壽家君六十五》、《寄魏懋权时时乃兄以言得罪》等曲中表達對國事的憂慮，尤侗說：“高邑趙儕鶴塚宰，一代正人也。予於梁宗伯處見其所填歌，乃雜取村謠里諺，耍弄打諢，以泄其骯髒不平之氣。”高攀龙的《高子遗书》稱“侪鹤先生为小词，多寓忧世之怀。酒酣令人歌而和之，慷慨徘徊，不能自已。”錢謙益《列朝詩集》評：“夢白公忠強直，負意氣，重然諾，有燕、趙節俠悲歌慷慨之風。鄉里後裡，依附門下，已而奔趨權利相背負。酒後耳熱，戟手唾罵；更為長歌、小詞、瘦語、吳歌《打棗竿》之類以戲侮之。其人衔之次骨，梦白不知也。在戎所，赋诗饮酒，唾骂笑傲，一如平时，不以谪居畏祸，少有贬损。人谓寇莱公、苏子瞻无以过也。”

## 纪念
河北省高邑县城关镇东关村赵家街现存赵南星祠堂，原名赵氏宗祠，始建于明洪武末年，清嘉庆年间重修。现为河北省文物保护单位。
高邑县还有“南星路”。

## 家庭
曾祖父趙存禮，曾任縣丞；祖父趙澤民，曾任知縣；父趙汝弼。母侯氏。

## 文學作品
- 《一代諍臣趙南星》，魏國靜著，九州出版社，ISBN：9787510849107

## 延伸阅读
[在维基数据编辑]
 在维基文库阅读此作者作品
 《明史卷二百四十三》，出自《明史》